# 1980 في الولايات المتحدة
فيما يلي قوائم الأحداث التي وقعت خلال عام 1980 في الولايات المتحدة.

## أحداث
- 18 مايو – ثوران جبل سانت هيلين 1980
- 1 أبريل – تعداد الولايات المتحدة 1980
- 14 فبراير – الألعاب الأولمبية الشتوية 1980

## سياسة

### تعيين في المنصب
- 1 يناير – مايك ميشود عضو مجلس نواب مين.
- 8 مايو – إدموند موسكي وزير الخارجية الأمريكي.
- 17 مايو – جورج ميتشل عضو مجلس الشيوخ الأمريكي.

### انتهاء فترة المنصب
- 1 يناير – بارني فرانك عضو مجلس نواب ماساتشوستس.
- 1 يناير – تشاك شومر عضو جمعية ولاية نيويورك.
- 1 يناير – روبرت بيرد Majority leader [الإنجليزية]‏.
- 1 يناير – ريتشارد دالي عضو مجلس ولاية إلينوي.
- 1 يناير – هاوراد بيرمان عضو جمعية ولاية كاليفورنيا.
- 1 يناير – واين هايز عضو مجلس نواب أوهايو.
- 28 أبريل – سايرس فانس وزير الخارجية الأمريكي.
- 7 مايو – إدموند موسكي عضو مجلس الشيوخ الأمريكي.
- 31 ديسمبر – إيلا تامبوسي غراسو حاكم كونيتيكت  [لغات أخرى]‏.

## رياضة
- 1 يناير – أمريكا المفتوحة 1980
- 5 أكتوبر – جائزة الولايات المتحدة الكبرى 1980 الفائز آلان جونز.

## ظهور
- 1 يناير – آر أند بي معاصر
- 1 يناير – آر إي إم
- 1 يناير – ثراش ميتال
- 1 يناير – جلام ميتال
- 1 يناير – جيفين
- 1 يناير – دوم ميتال
- 1 يناير – ديسكفر
- 1 يناير – رقص البوب
- 1 يناير – روك بديل نوع موسيقى.
- 1 يناير – مانووار

## أفلام
من الأفلام التي صدرت هذه السنة في الولايات المتحدة:
- 1 يناير – أتلانتك سيتي من إخراج لويس مال.
- 1 يناير – الثور الهائج من إخراج مارتن سكورسيزي.
- 1 يناير – الدمى من إخراج جيمس فراولي.
- 1 يناير – اني ويتش واي يو كان من إخراج بادي فان هورن.
- 1 يناير – سيارات مستعملة من إخراج روبرت زيميكس.
- 1 يناير – كرامر ضد كرامر من إخراج روبرت بنتون.
- 1 يناير – مكان ما في الزمن من إخراج جينوت سزوارك.
- 1 يناير – ملفن وهاورد من إخراج جوناثان ديم.
- 1 يناير – نايتكيل من إخراج تيد بوست.
- 7 مارس – ابنة عامل المناجم من إخراج مايكل أبتيد.
- 11 أبريل – السيد فيردو من إخراج تشارلي تشابلن.
- 9 مايو – يوم الجمعة الثالث عشر من إخراج شون كونينغهام.
- 16 مايو – الشهرة من إخراج آلان باركر.
- 17 مايو – حرب النجوم الجزء الخامس: الإمبراطورية تعيد الضربات من إخراج إيرفين كريشنر.
- 23 مايو – البريق من إخراج ستانلي كوبريك.
- 15 يونيو – روكي 2 من إخراج سيلفستر ستالون.
- 27 يونيو – الطائرة! من إخراج جيم أبراهامز، جيري زاكر، Zucker, Abrahams and Zucker [الإنجليزية]‏، ديفيد زاكر.
- 25 يوليو – يرتدي ليقتل من إخراج براين دي بالما.
- 19 سبتمبر – أناس عاديون من إخراج روبرت ريدفورد.
- 3 أكتوبر – الرجل الفيل من إخراج ديفيد لينش.
- 31 أكتوبر – المرأة ذات الأحمر من إخراج جين وايلدر.
- 4 ديسمبر – سوبرمان 2 من إخراج ريشارد دونر، ريتشارد ليستير.
- 7 ديسمبر – ستار تريك: الفيلم السينمائي من إخراج روبرت وايز.

## برامج ومسلسلات وأنمي
- الحارس الشجاع

## كتب
من الكتب التي صدرت هذه السنة في الولايات المتحدة:
- 1 يناير – التحيز في الاختبارات العقلية من تأليف آرثر جنسن (أستاذ جامعي).
- 1 يناير – العلاج الجديد للمزاج من تأليف ديفيد بيرنز.

## مواليد

### يناير
- 1 يناير – جايك شراير مخرج أفلام أمريكي.
- 1 يناير – رزان غزاوي
- 1 يناير – كلود كيلي موسيقي أمريكي.
- 1 يناير – ليندا صرصور
- 1 يناير – مايرا روزاليس طباخة من الولايات المتحدة الأمريكية.
- 1 يناير – نيكولاس بريتيل ملحن ومؤلف موسيقى تصويرية أمريكي.
- 3 يناير – براين كلاي منافِس ألعاب قوى من الولايات المتحدة الأمريكية.
- 3 يناير – ماري واينبيرغ
- 4 يناير – جون ديان رفائيل
- 5 يناير – جورجيا غولد
- 7 يناير – مايكل رايت لاعب كرة سلة من الولايات المتحدة الأمريكية.
- 8 يناير – تومي رينون ملاكم من الولايات المتحدة الأمريكية.
- 8 يناير – راشيل نيكولز
- 10 يناير – سارة شاهي
- 11 يناير – داميان ويلكنز لاعب كرة سلة أمريكي.
- 11 يناير – روكي جونيور موران سائق سيارة سباق من الولايات المتحدة الأمريكية.
- 11 يناير – كيفن فليتشر لاعب كرة سلة أمريكي.
- 12 يناير – إميري
- 14 يناير – كوري جيبس لاعب كرة قدم أمريكي.
- 15 يناير – تومي آدامز لاعب كرة سلة من الولايات المتحدة الأمريكية.
- 16 يناير – لين مانويل ميراندا
- 17 يناير – زوي ديشانيل
- 18 يناير – جيسون سيغل
- 18 يناير – كارل أندرسون
- 20 يناير – يوسف ماك ملاكم من الولايات المتحدة الأمريكية.
- 21 يناير – بري ريبنير لاعبة كرة مضرب أمريكية.
- 23 يناير – آل سيغر ملاكم من الولايات المتحدة الأمريكية.
- 25 يناير – ميشيل مكول
- 28 يناير – نيك كارتر
- 29 يناير – كاتي لوهمان
- 30 يناير – لينا هول ممثلة أمريكية.
- 31 يناير – جيمس أدوميان

### فبراير
- 5 فبراير – تايرون ليفيت لاعب كرة سلة من الولايات المتحدة الأمريكية.
- 7 فبراير – كريس موس لاعب كرة سلة أمريكي.
- 11 فبراير – ماثيو لورانس ممثل أمريكي.
- 11 فبراير – مايك مولو ملاكم من الولايات المتحدة الأمريكية.
- 12 فبراير – جيري غرين لاعب كرة سلة أمريكي.
- 12 فبراير – روبن باين
- 12 فبراير – سارة لانكستر ممثلة أمريكية.
- 12 فبراير – غوتشي ماني
- 12 فبراير – فليندر بويد لاعب كرة سلة من الولايات المتحدة الأمريكية.
- 12 فبراير – كرستينا ريتشي ممثلة أمريكية.
- 13 فبراير – كريس جيفريز لاعب كرة سلة أمريكي.
- 15 فبراير – تيدي جيبسون لاعب كرة سلة أمريكي.
- 17 فبراير – آل هارينغتون لاعب كرة سلة أمريكي.
- 19 فبراير – مايك ميلر لاعب كرة سلة أمريكي.
- 21 فبراير – برودس كلاي مصارع محترف.
- 21 فبراير – جستن رويلاند
- 23 فبراير – ويلي دين لاعب كرة سلة أمريكي.
- 24 فبراير – تشاد سميث لاعب كرة قدم من الولايات المتحدة الأمريكية.
- 25 فبراير – أنطونيو بوركس لاعب كرة سلة من الولايات المتحدة الأمريكية.
- 25 فبراير – فرانك وليامز لاعب كرة سلة أمريكي.
- 26 فبراير – ستيف بليك لاعب كرة سلة أمريكي.
- 27 فبراير – براندون بيمر ممثل أمريكي.
- 27 فبراير – تشيلسي كلينتون
- 28 فبراير – تايشون برينس لاعب كرة سلة أمريكي.
- 28 فبراير – تشارلز هالفورد ممثل أمريكي.
- 29 فبراير – تايلور تويلمان لاعب كرة قدم أمريكي.

### مارس
- 2 مارس – سوني لاين
- 4 مارس – دارلينج خيمينيز ملاكم دومينيكي.
- 6 مارس – اوتوم هربرت
- 6 مارس – بليك غوتسمان
- 7 مارس – لورا بريبون ممثلة أمريكية.
- 9 مارس – شنجي
- 9 مارس – مات بارنز لاعب كرة سلة أمريكي.
- 9 مارس – ماثيو غراي غوبلر ممثل أمريكي.
- 13 مارس – كارون باتلر لاعب كرة سلة أمريكي.
- 17 مارس – داني كاليف لاعب كرة قدم أمريكي.
- 17 مارس – زاك فليشمان لاعب كرة مضرب أمريكي.
- 20 مارس – جمال كراوفورد لاعب كرة سلة أمريكي.
- 20 مارس – ستيف لوغان لاعب كرة سلة أمريكي.
- 20 مارس – ميشيل سنو لاعبة كرة سلة أمريكية.
- 20 مارس – ميكي داي
- 24 مارس – جوبي توماس لاعب كرة سلة من الولايات المتحدة الأمريكية.
- 24 مارس – لوك إدواردز ممثل أمريكي.
- 25 مارس – إيمانويل ماكيلروي لاعب كرة سلة أمريكي.
- 26 مارس – إلتون نيسبيت لاعب كرة سلة أمريكي.
- 28 مارس – لوك والتون
- 29 مارس – كريس ديليا
- 30 مارس – بروك ويكوف لاعبة كرة سلة أمريكية.

### أبريل
- 1 أبريل – بيجو فيليبس
- 1 أبريل – راندي أورتن
- 2 أبريل – تمار سلي لاعب كرة سلة أمريكي.
- 4 أبريل – تريفور مور
- 5 أبريل – إريك أوديه ممثل أمريكي.
- 5 أبريل – مات بونر لاعب كرة سلة من الولايات المتحدة الأمريكية.
- 7 أبريل – ديفد أوتونغا
- 8 أبريل – إريك أيكن ملاكم من الولايات المتحدة الأمريكية.
- 8 أبريل – بيل إنجليش ممثل أمريكي.
- 8 أبريل – كاتي ساكوف ممثلة أمريكية.
- 8 أبريل – كورل إنجين
- 12 أبريل – تاميكا ويليامز
- 12 أبريل – جبريل كانتي لاعب كرة سلة من الولايات المتحدة الأمريكية.
- 13 أبريل – كولين كلينكينبيرد
- 13 أبريل – كوينتن ريتشاردسون لاعب كرة سلة أمريكي.
- 13 أبريل – كيلي غيديش ممثلة أمريكية.
- 15 أبريل – روكي خواريز ملاكم من الولايات المتحدة الأمريكية.
- 15 أبريل – ماركوس دوثيت
- 17 أبريل – رامل كاري لاعب كرة سلة أمريكي.
- 17 أبريل – نيكولاس داغوستو ممثل أمريكي.
- 18 أبريل – جستين عماش سياسي أمريكي.
- 19 أبريل – الكسيس ثورب ممثلة أمريكية.
- 22 أبريل – كارمن سمال درّاجة طريق من الولايات المتحدة الأمريكية.
- 22 أبريل – مالكولم باريت ممثل أمريكي.
- 25 أبريل – فيلكس كورا جونيور ملاكم من الولايات المتحدة الأمريكية.
- 26 أبريل – تشانينج تيتوم ممثل أمريكي.
- 26 أبريل – مارنيت باترسون ممثلة أمريكية.
- 28 أبريل – جوش هاوارد لاعب كرة سلة أمريكي.
- 30 يوليو – أبريل باولبي ممثلة أمريكية.

### مايو
- 2 مايو – إيلي كيمبر
- 2 مايو – تروي مورفي لاعب كرة سلة من الولايات المتحدة الأمريكية.
- 4 مايو – سام كلانسي جونيور لاعب كرة سلة من الولايات المتحدة الأمريكية.
- 5 مايو – ديرمار جونسون لاعب كرة سلة أمريكي.
- 6 مايو – بروك بينيت سبّاحة من الولايات المتحدة الأمريكية.
- 8 مايو – كي جاي هيبينستيل لاعب كرة مضرب أمريكي.
- 8 مايو – كيون دولينج لاعب كرة سلة أمريكي.
- 12 مايو – كيث بوجانز لاعب كرة سلة أمريكي.
- 17 مايو – جيروم بيسلي لاعب كرة سلة أمريكي.
- 18 مايو – ريجي إيفانز لاعب كرة سلة أمريكي.
- 19 مايو – درو فولر ممثل أمريكي.
- 23 مايو – توماس جاكسون لاعب كرة سلة من الولايات المتحدة الأمريكية.
- 23 مايو – دي جاي كوترونا ممثل أمريكي.
- 23 مايو – كريس جيثارد
- 23 مايو – لين غاريسون
- 24 مايو – بيلي سوليفان ممثل أمريكي.
- 26 مايو – ليروي هيرد لاعب كرة سلة أمريكي.
- 27 مايو – بين فيلدمان
- 27 مايو – مايكل ستيجر
- 28 مايو – دارنيل هينسون لاعب كرة سلة أمريكي.

### يونيو
- 2 يونيو – آبي وامباك لاعبة كرة قدم أمريكية.
- 2 يونيو – بوبي سيمونز لاعب كرة سلة من الولايات المتحدة الأمريكية.
- 2 يونيو – ليندسي ياماساكي لاعبة كرة سلة يابانية.
- 5 يونيو – ياسمين حناني ممثلة أمريكية.
- 6 يونيو – لورين أندرسون
- 9 يونيو – أدونيس هسلم لاعب كرة سلة أمريكي.
- 9 يونيو – كيفن أوينز لاعب كرة سلة من الولايات المتحدة الأمريكية.
- 9 يونيو – ماثيو مارغيسون ملحن من الولايات المتحدة الأمريكية.
- 10 يونيو – جيسكا ديكيتشو ممثلة أمريكية.
- 12 يونيو – بريت بليزارد لاعب كرة سلة أمريكي.
- 13 يونيو – جاماريو مون لاعب كرة سلة أمريكي.
- 13 يونيو – رود غريزارد لاعب كرة سلة أمريكي.
- 13 يونيو – لينتون جونسون لاعب كرة سلة أمريكي.
- 14 يونيو – كلاي تاكر لاعب كرة سلة أمريكي.
- 15 يونيو – كريستوفر كاستيل
- 16 يونيو – براندون آرمسترونغ لاعب كرة سلة من الولايات المتحدة الأمريكية.
- 17 يونيو – فينوس ويليامز لاعبة كرة مضرب أمريكية.
- 18 يونيو – ديفيد جيونتولي
- 19 يونيو – لانس وليامز لاعب كرة سلة أمريكي.
- 19 يونيو – ليون رودجرز لاعب كرة سلة أمريكي.
- 19 يونيو – نيل براون جونيور ممثل أمريكي.
- 20 يونيو – تايلور غراهام لاعب كرة قدم من الولايات المتحدة الأمريكية.
- 20 يونيو – تيكا سومبتير
- 20 يونيو – روبرت فرانكل ملاكم من الولايات المتحدة الأمريكية.
- 21 يونيو – ريتشارد جيفرسون لاعب كرة سلة من الولايات المتحدة الأمريكية.
- 23 يونيو – ماريسا إيرفين لاعبة كرة مضرب أمريكية.
- 24 يونيو – مينكا كيلي ممثلة من الولايات المتحدة.
- 25 يونيو – شانون لوشيو ممثلة أمريكية.
- 26 يونيو – جيسن شوارتزمن
- 28 يونيو – رودني وايت لاعب كرة سلة أمريكي.

### يوليو
- 1 يوليو – ريك أبوداكا لاعب كرة سلة بورتوريكي.
- 2 يوليو – ديريك روسي ملاكم من الولايات المتحدة الأمريكية.
- 2 يوليو – فيكتور بيسبال
- 3 يوليو – أوليفيا مون
- 5 يوليو – آدم هارينغتون لاعب كرة سلة أمريكي.
- 5 يوليو – أليكس ويسبي لاعب كرة سلة أمريكي.
- 7 يوليو – ميشيل كوان متزلجة فنية من الولايات المتحدة الأمريكية.
- 9 يوليو – كريس ويليامز لاعب كرة سلة أمريكي.
- 10 يوليو – توماس إيان نيكولاس
- 10 يوليو – جيسيكا سمبسون
- 10 يوليو – جيمس رولف
- 11 يوليو – سبنسر نيلسون لاعب كرة سلة من الولايات المتحدة الأمريكية.
- 12 يوليو – كريستين كونولي
- 14 يوليو – لويس غونزاليس لاعب كرة قدم من الولايات المتحدة الأمريكية.
- 16 يوليو – جاستين جولي ممثلة إباحية أمريكية.
- 16 يوليو – جيسي جين ممثلة ابحية أمريكية.
- 18 يوليو – ديفيد بلو
- 18 يوليو – كريستين بيل
- 21 يوليو – سبراج جرايدين
- 27 يوليو – نك نميث مصارع محترف من الولايات المتحدة الأمريكية.
- 28 يوليو – مايك ألفارادو ملاكم من الولايات المتحدة الأمريكية.
- 30 يوليو – أبريل باولبي ممثلة أمريكية.

### أغسطس
- 2 أغسطس – نادية بيورلين ممثلة أمريكية.
- 9 أغسطس – تكساس باتل ممثل أمريكي.
- 10 أغسطس – جوش ديفيس لاعب كرة سلة أمريكي.
- 12 أغسطس – دومينيك سوين ممثلة أمريكية.
- 12 أغسطس – ماغي لوسون ممثلة أمريكية.
- 14 أغسطس – مايكل باور لاعب كرة سلة أمريكي.
- 15 أغسطس – إيان هانافان لاعب كرة سلة من الولايات المتحدة الأمريكية.
- 16 أغسطس – ترافيس باروت لاعب كرة مضرب من الولايات المتحدة.
- 16 أغسطس – فانيسا كارلتون
- 20 أغسطس – كوري كارير ممثل أمريكي.
- 21 أغسطس – جون براذرتون ممثل أمريكي.
- 26 أغسطس – دونيل هارفي لاعب كرة سلة من الولايات المتحدة الأمريكية.
- 26 أغسطس – كريس باين ممثل أمريكي.
- 26 أغسطس – ماكولي كولكين
- 29 أغسطس – ديفيد وست لاعب كرة سلة أمريكي.

### سبتمبر
- 4 سبتمبر – زاكري إيبل
- 4 سبتمبر – ماكس غرينفيلد ممثل أمريكي.
- 5 سبتمبر – جاكوب فولكمان فنان قتال مختلط من الولايات المتحدة الأمريكية.
- 6 سبتمبر – جيليان هول مصارعة محترفة من الولايات المتحدة الأمريكية.
- 7 سبتمبر – جي دي باردو ممثل أمريكي.
- 7 سبتمبر – شامل ستالوورث لاعب كرة سلة برازيلي.
- 9 سبتمبر – دينيس كينونيس
- 9 سبتمبر – ميشيل ويليامز ممثلة أمريكية.
- 10 سبتمبر – روجر مايسون جونيور لاعب كرة سلة أمريكي.
- 13 سبتمبر – بن سافاج ممثل أمريكي.
- 13 سبتمبر – نيكي سالابو لاعب كرة قدم ساموي أمريكي.
- 15 سبتمبر – مايك دونليفي جونيور لاعب كرة سلة أمريكي.
- 19 سبتمبر – جي آر بريمر
- 20 سبتمبر – كريستال سيليست غرانت
- 21 سبتمبر – أوتوم ريسر ممثلة أمريكية.
- 21 سبتمبر – الكسا بالادينو
- 21 سبتمبر – روبرت هوفمان
- 22 سبتمبر – تي هارلسون لاعب كرة سلة أمريكي.
- 23 سبتمبر – أوبري دولار ممثلة أمريكية.
- 26 سبتمبر – ياسر حمدي
- 29 سبتمبر – توني براون
- 29 سبتمبر – زكاري ليفي
- 29 سبتمبر – كريسي ميتز ممثلة أمريكية.
- 30 سبتمبر – توني تراكس ممثلة أمريكية.
- 30 سبتمبر – كريستيان كانتويل منافِس أوليمبي من الولايات المتحدة الأمريكية.

### أكتوبر
- 1 أكتوبر – جيرالد داوني ممثل أمريكي.
- 1 أكتوبر – سارة درو ممثلة أمريكية.
- 2 أكتوبر – لورينزا هارينغتون لاعب كرة سلة أمريكي.
- 3 أكتوبر – ثيرون سميث لاعب كرة سلة أمريكي.
- 3 أكتوبر – لاري تايلور
- 4 أكتوبر – جوزيف كينيدي الثالث سياسي أمريكي.
- 4 أكتوبر – جيمس جونز لاعب كرة سلة من الولايات المتحدة الأمريكية.
- 5 أكتوبر – تي ويست
- 8 أكتوبر – ذا ميز
- 8 أكتوبر – نيك كانون
- 10 أكتوبر – تشاك إيدسون لاعب كرة سلة من الولايات المتحدة الأمريكية.
- 10 أكتوبر – داموند ويليامز لاعب كرة سلة من الولايات المتحدة الأمريكية.
- 13 أكتوبر – آشانتي
- 14 أكتوبر – ديف مورين
- 15 أكتوبر – دينيس ميمز لاعب كرة سلة أمريكي.
- 15 أكتوبر – كوسكوييلا
- 16 أكتوبر – جيريمي جاكسون ممثل أمريكي.
- 16 أكتوبر – سو بيرد لاعبة كرة سلة من الولايات المتحدة الأمريكية.
- 16 أكتوبر – مالك سكوت ملاكم من الولايات المتحدة الأمريكية.
- 17 أكتوبر – دون دولاي لاعب كرة سلة فلبيني.
- 18 أكتوبر – ريبيكا واتسون
- 18 أكتوبر – ني-يو
- 21 أكتوبر – كوريتا براون
- 21 أكتوبر – كيم كردشيان
- 23 أكتوبر – روبرت بيلوشي ممثل أمريكي.
- 24 أكتوبر – جوش فيشر لاعب كرة سلة أمريكي.
- 24 أكتوبر – كيسي ويلسون
- 24 أكتوبر – مونيكا
- 26 أكتوبر – نيك كوليسون لاعب كرة سلة أمريكي.
- 28 أكتوبر – كريستي هيمي
- 29 أكتوبر – بن فوستر ممثل أمريكي.
- 29 أكتوبر – ميغيل كوتو
- 30 أكتوبر – كريم راش لاعب كرة سلة أمريكي.
- 31 أكتوبر – أندريه أوينز لاعب كرة سلة أمريكي.
- 31 أكتوبر – إدي كاي توماس ممثل أمريكي.

### نوفمبر
- 2 نوفمبر – ليون سميث لاعب كرة سلة أمريكي.
- 10 نوفمبر – تروي بيل لاعب كرة سلة أمريكي.
- 10 نوفمبر – ليونيل تشالمرز لاعب كرة سلة أمريكي.
- 10 نوفمبر – مايك كورتيز لاعب كرة سلة فلبيني.
- 12 نوفمبر – جيمي كلابوتس ممثل أمريكي.
- 13 نوفمبر – مونيك كولمان ممثلة أمريكية.
- 14 نوفمبر – أليسون برادشو لاعبة كرة مضرب من الولايات المتحدة.
- 14 نوفمبر – جيسون غاردنر
- 16 نوفمبر – كيتي كريستنسن لاعبة كرة سلة من الولايات المتحدة الأمريكية.
- 19 نوفمبر – جاميسون بروير لاعب كرة سلة من الولايات المتحدة الأمريكية.
- 22 نوفمبر – جيمس توماس لاعب كرة سلة أمريكي.
- 22 نوفمبر – شون فانينج
- 23 نوفمبر – بولي ماليجناجي ملاكم من الولايات المتحدة الأمريكية.
- 23 نوفمبر – فيرنارد هولينز لاعب كرة سلة أمريكي.
- 24 نوفمبر – براندون هنتر لاعب كرة سلة أمريكي.
- 24 نوفمبر – بيث فينيكس مصارعة محترفة من الولايات المتحدة الأمريكية.
- 24 نوفمبر – جيرمين هول
- 25 نوفمبر – جوش ماثيوز
- 25 نوفمبر – فاليري ازلينن ممثلة أمريكية.
- 26 نوفمبر – بيتر مانفريدو جونيور ملاكم من الولايات المتحدة الأمريكية.
- 26 نوفمبر – جاكي تريل لاعبة كرة مضرب أمريكية.
- 27 نوفمبر – كريستينا فوسانو لاعبة كرة مضرب من الولايات المتحدة.
- 29 نوفمبر – جيسون جريفيث
- 29 نوفمبر – يانينا غافانكار ممثلة أمريكية.
- 30 نوفمبر – جيسون إسترادا ملاكم من الولايات المتحدة الأمريكية.
- 30 نوفمبر – جيمي باكستر لاعب كرة سلة أمريكي.

### ديسمبر
- 1 ديسمبر – انجيليك بيتس ممثلة أمريكية.
- 1 ديسمبر – سيث دوليبوا لاعب كرة سلة أمريكي.
- 2 ديسمبر – بنجامين ماكو هيل
- 3 ديسمبر – آنا كلمسكي ممثلة أمريكية.
- 3 ديسمبر – جينا ديوان ممثلة أمريكية.
- 4 ديسمبر – بريان كوك لاعب كرة سلة من الولايات المتحدة الأمريكية.
- 4 ديسمبر – تومي سميث لاعب كرة سلة من الولايات المتحدة الأمريكية.
- 4 ديسمبر – سيرجيو مورا ملاكم من الولايات المتحدة الأمريكية.
- 6 ديسمبر – تيفاني تايلور ممثلة اباحية أمريكية.
- 9 ديسمبر – سيمون هيلبرغ
- 13 ديسمبر – ماركوس هاتين لاعب كرة سلة أمريكي.
- 15 ديسمبر – ألكسندرا ستيفنسون لاعبة كرة مضرب أمريكية.
- 17 ديسمبر – براين ويثيرس لاعب كرة سلة أمريكي.
- 17 ديسمبر – ريان هنتر-راي سائق سيارة سباق من الولايات المتحدة الأمريكية.
- 17 ديسمبر - دالي ثاير لاعب كرة قاعدة من الولايات المتحدة الأمريكية.
- 19 ديسمبر – جستين هاملتون لاعب كرة سلة من الولايات المتحدة الأمريكية.
- 19 ديسمبر – جيك جيلنهال ممثل أمريكي.
- 22 ديسمبر – كريس كارماك
- 22 ديسمبر – ماركوس هايسليب لاعب كرة سلة أمريكي.
- 23 ديسمبر – ليكسي لوف ممثلة إباحية أمريكية.
- 26 ديسمبر – برنارد روبنسون لاعب كرة سلة أمريكي.
- 27 ديسمبر – اليزابيث رودريجيز ممثلة أمريكية.
- 27 ديسمبر – كانديس كيتا
- 28 ديسمبر – فينيسا فرليتو
- 29 ديسمبر – تيرانس توماس لاعب كرة سلة أمريكي.
- 30 ديسمبر – إليزا دوشكو ممثلة أمريكية.
- 30 ديسمبر – هنري دوميركانت لاعب كرة سلة أمريكي.
- 31 ديسمبر – جنيفر شاهد

## وفيات

### يناير
- 1 يناير – خوان إيفانجليستا فينيغاس (مواليد 1929)
- 1 يناير – فرانك وايكوف (مواليد 1909) رياضي أمريكي.
- 3 يناير – برنارد كاون (مواليد 1899) ملحن أمريكي.
- 8 يناير – جون ماكلي (مواليد 1907) فيزيائي أمريكي.
- 18 يناير – جورج ايفان هاول (مواليد 1905) سياسي أمريكي.
- 19 يناير – وليام أو دوغلاس (مواليد 1898)
- 25 يناير – ديفيد نيويل (مواليد 1905) ممثل من الولايات المتحدة الأمريكية.
- 29 يناير – جيمي دورانت (مواليد 1893)

### فبراير
- 1 فبراير – جاك بيلي (مواليد 1907)
- 2 فبراير – ويليام ستاين (مواليد 1911)
- 5 فبراير – سكيني جونسون (مواليد 1911)
- 6 فبراير – جورج ديكر (مواليد 1902)
- 13 فبراير – دايفيد جانسين (مواليد 1931) ممثل أمريكي.
- 20 فبراير – أليس روزفلت ونغويرث (مواليد 1884)
- 27 فبراير – جورج توبياس (مواليد 1901)
- 29 فبراير – دوغ كيستلر (مواليد 1938) لاعب كرة سلة أمريكي.

### مارس
- 1 مارس – دوروثي فيليبس (مواليد 1889) ممثلة أمريكية.
- 12 مارس – جاي أنسون (مواليد 1921) مؤلف أمريكي.
- 14 مارس – الارد كينيث وينشتاين (مواليد 1929) سياسي أمريكي.
- 21 مارس – هيرم شايفر (مواليد 1918)
- 25 مارس – ميلتون إريكسون (مواليد 1901)
- 31 مارس – جيسي أوينز (مواليد 1913)

### أبريل
- 4 أبريل – ريد سوفاين (مواليد 1918) مغني أمريكي.
- 14 أبريل – توم فادن (مواليد 1895) ممثل أمريكي.
- 15 أبريل – ريمون بيلي (مواليد 1904)

### مايو
- 11 مايو – هوارد مومفورد جونز (مواليد 1892) أخصائي في الأدب من الولايات المتحدة الأمريكية.
- 13 مايو – فريمان تيلدن (مواليد 1883)
- 18 مايو – ديفيد جونستون (مواليد 1949)
- 23 مايو – تيري فورلو (مواليد 1954) لاعب كرة سلة أمريكي.
- 28 مايو – جوليان بي بويد (مواليد 1903) مؤرخ أمريكي.

### يونيو
- 7 يونيو – هنري ميلر (مواليد 1891) روائي أمريكي.
- 28 يونيو – هيربي فايي (مواليد 1899) ممثل أمريكي.
- 28 يونيو – هيلين دوغلاس (مواليد 1900)

### يوليو
- 11 يوليو – شيلي ماكميلون (مواليد 1936) لاعب كرة سلة من الولايات المتحدة الأمريكية.
- 17 يوليو – دون ريد باري (مواليد 1912) ممثل أمريكي.
- 26 يوليو – ألين هوسكينز (مواليد 1920)

### أغسطس
- 14 أغسطس – ماريون زينديرستين (مواليد 1896) لاعبة كرة مضرب أمريكية.
- 22 أغسطس – جورج ستيوارت (مواليد 1895)
- 25 أغسطس – غاور تشامبيون (مواليد 1919)
- 26 أغسطس – تيكس أيفري (مواليد 1908)

### سبتمبر
- 8 سبتمبر – ويلارد ليبي (مواليد 1908)
- 15 سبتمبر – بيل إيفانس (مواليد 1929)
- 29 سبتمبر – روي إنجل (مواليد 1913) ممثل أمريكي.
- 29 سبتمبر – هارولد بلوم (مواليد 1899)

### أكتوبر
- 4 أكتوبر – سيهوجو غرين (مواليد 1933) لاعب كرة سلة أمريكي.
- 8 أكتوبر – بيرل كيندريك (مواليد 1890) جراثيمية من الولايات المتحدة الأمريكية.
- 16 أكتوبر – دون ريفيلد (مواليد 1927) لاعب كرة سلة أمريكي.
- 20 أكتوبر – روبرت ويتيكر (مواليد 1920)
- 22 أكتوبر – سامي أنجوت (مواليد 1915) ملاكم من الولايات المتحدة الأمريكية.
- 27 أكتوبر – آرت هيلهاوس (مواليد 1916) لاعب كرة سلة أمريكي.
- 27 أكتوبر – جون فان فليك (مواليد 1899) فيزيائي أمريكي.

### نوفمبر
- 7 نوفمبر – ستيف ماكوين (مواليد 1930) ممثل أمريكي.
- 14 نوفمبر – جوني هوران (مواليد 1932) لاعب كرة سلة من الولايات المتحدة الأمريكية.
- 22 نوفمبر – ليونارد بار (مواليد 1903)
- 22 نوفمبر – ماي وست (مواليد 1893)
- 25 نوفمبر – هربرت فلام (مواليد 1928) لاعب كرة مضرب أمريكي.
- 26 نوفمبر – بيت ديباولو (مواليد 1898)

### ديسمبر
- 1 ديسمبر – توم ماسون (مواليد 1920) ممثل من الولايات المتحدة الأمريكية.
- 11 ديسمبر – دوروثي ويست (مواليد 1891) ممثلة أمريكية.
- 16 ديسمبر – كولونيل ساندرز (مواليد 1890) طباخ من الولايات المتحدة الأمريكية.
- 22 ديسمبر – ميريام باتيستا (مواليد 1912) ممثلة أمريكية.
- 31 ديسمبر – راؤل والش (مواليد 1887)